# Deutsche Pétanque-Meisterschaften 2008
Der Deutsche Pétanque Verband (DPV) trug 2008 folgende Deutsche Pétanque-Meisterschaften aus:
- 17. Deutscher Länderpokal am 1./2. März 2008 in Rastatt (Baden-Württemberg)
- 6. Jugendländermasters am 26./27. April 2008 in Ettenheim (Baden-Württemberg)
- 28. Deutsche Meisterschaft Doublette am 17./18. Mai 2008 Ottersheim bei Landau (Rheinland-Pfalz)
- 32. Deutsche Meisterschaft Triplette am 14./15. Juni 2008 Durmersheim (Baden-Württemberg)
- 13. Deutsche Meisterschaft Doublette Mixte am 19./20. Juli 2008 Bacharach (Rheinland-Pfalz)
- 28. Deutsche Meisterschaft Tête à tête / 7. Deutsche Meisterschaft Präzisionsschießen am 23./24. August 2008 Halle (Saale) (Sachsen-Anhalt)[1]
- 14. Deutsche Meisterschaft Jugend am 13/.14. September 2008 Coesfeld (Nordrhein-Westfalen)
- 2. Deutsche Meisterschaft Triplette 55+ 13./14. September 2008 Ratingen-Lintorf (Nordrhein-Westfalen)
- 5. Frauen Triplette am 20./21. September 2008 Euskirchen (Nordrhein-Westfalen)
- Deutsche Pétanque-Bundesliga 2008 mit 4. Spieltagen sowie die Qualifikation zur Deutschen Pétanque-Bundesliga am 25./26. Oktober 2008 Gersweiler (Saarland): siehe Pétanque-Bundesliga 2008

## Qualifikation
Beim Länderpokal und beim Jugendmasters treten Auswahlmannschaften der Landesfachverbände gegeneinander an.
Für die Meisterschaften der Senioren, Frauen und 55+ erhalten die Landesfachverbände Startplätze, die Qualifikationswettbewerbe durchführen (siehe Teilnehmer, Qualifikation, Modus).

### Plätze je Landesverband 2008
| DM-Quoten 2008      | DM-Quoten 2008 | DM-Quoten 2008 | DM-Quoten 2008 | DM-Quoten 2008 | DM-Quoten 2008 | DM-Quoten 2008 | DM-Quoten 2008 |
| Landesverband       | 1:1            | 2:2            | 2:2 m          | 3:3            | 3:3 F          | 3:3 55+        | Tir            |
| ------------------- | -------------- | -------------- | -------------- | -------------- | -------------- | -------------- | -------------- |
| Baden-Württemberg   | 41             | 44             | 43             | 39             | 25             | 22             | 4              |
| Bayern              | 10             | 7              | 14             | 11             | 4              | 4              | 2              |
| Berlin              | 3              | 4              | 4              | 4              | 1              | 2              | 1              |
| Hessen              | 16             | 11             | 13             | 14             | 7              | 4              | 2              |
| Niedersachsen       | 10             | 10             | 10             | 9              | 4              | 7              | 2              |
| Nord                | 5              | 6              | 5              | 9              | 2              | 4              | 1              |
| Nordrhein-Westfalen | 23             | 24             | 15             | 22             | 12             | 12             | 2              |
| Rheinland-Pfalz     | 8              | 6              | 7              | 6              | 4              | 2              | 1              |
| Saarland            | 8              | 14             | 15             | 11             | 4              | 6              | 1              |
| Thüringen           | 4              | 2              | 2              | 3              | 1              | 1              | 1              |

## DM Doublette (2:2)
Die Deutsche Meisterschaft im Doublette (2:2) fand am 17. und 18. Mai 2008 in Ottersheim (Rheinland-Pfalz) statt. Ausrichter waren die Ottersheimer Bärenbouler Voll Druff e.V.
Deutsche Meister wurden Sascha von Pless und Jan Garner vom Bundesliga-Club SV Odin Hannover, die David Bourdoux und Gerrit Halbach vom Deutschen Mannschaftsmeister BC Sandhofen im Finale besiegten 13:1 besiegten. Sascha von Pleß gewann damit seine 7 Deutsche Meisterschaft und zog mit Rekordhalter Klaus Mohr gleich. (vgl. Erfolgreiche Sportler)

### Turnierplan
| Viertelfinale | Viertelfinale                 | Viertelfinale                   |         |                                 | Halbfinale | Halbfinale | Halbfinale |  |  | Finale | Finale | Finale |
|               |                               |                                 |         |                                 |            |            |            |  |  |        |        |        |
| Saar 05       | Dirk Hoppe Andreas Ludwig     | 6                               |         |                                 |            |            |            |  |  |        |        |        |
| BaWü 10       | Jean-Luc Testas Daniel Härter | 13                              |         |                                 |            |            |            |  |  |        |        |        |
| BaWü 10       | Jean-Luc Testas Daniel Härter | 13                              | BaWü 10 | Jean-Luc Testas Daniel Härter   | 10         |            |            |  |  |        |        |        |
|               |                               |                                 | BaWü 10 | Jean-Luc Testas Daniel Härter   | 10         |            |            |  |  |        |        |        |
|               | NiSa 01                       | Sascha von Pleß Jan Garner      | 13      |                                 |            |            |            |  |  |        |        |        |
| NiSa 01       | NiSa 01                       | Sascha von Pleß Jan Garner      | 13      | Sascha von Pleß Jan Garner      | 13         |            |            |  |  |        |        |        |
| NiSa 01       |                               |                                 |         | Sascha von Pleß Jan Garner      | 13         |            |            |  |  |        |        |        |
| BaWü 02       | Janik Schaake Detlev Krieger  | 10                              |         |                                 |            |            |            |  |  |        |        |        |
| BaWü 02       | Janik Schaake Detlev Krieger  | 10                              | NiSa 01 | Sascha von Pleß Jan Garner      | 13         |            |            |  |  |        |        |        |
|               |                               |                                 |         | Sascha von Pleß Jan Garner      | 13         |            |            |  |  |        |        |        |
|               | BaWü 29                       | David Bourdoux G. Halbach       | 1       |                                 |            |            |            |  |  |        |        |        |
| BaWü 29       | BaWü 29                       | David Bourdoux G. Halbach       | 1       | David Bourdoux Gerrit Halbach   | 13         |            |            |  |  |        |        |        |
| BaWü 29       |                               |                                 |         | David Bourdoux Gerrit Halbach   | 13         |            |            |  |  |        |        |        |
| BaWü 38       | Rudolf Raab Marcel Raab       | 8                               |         |                                 |            |            |            |  |  |        |        |        |
| BaWü 38       | Rudolf Raab Marcel Raab       | 8                               | BaWü 29 | David Bourdoux Gerrit Halbach   | 13         |            |            |  |  |        |        |        |
|               |                               |                                 | BaWü 29 | David Bourdoux Gerrit Halbach   | 13         |            |            |  |  |        |        |        |
|               | Hessen 10                     | Jan-Peter Behrend Heiko Meckler | 8       |                                 |            |            |            |  |  |        |        |        |
| Hessen 10     | Hessen 10                     | Jan-Peter Behrend Heiko Meckler | 8       | Jan-Peter Behrend Heiko Meckler | 13         |            |            |  |  |        |        |        |
| Hessen 10     |                               |                                 |         | Jan-Peter Behrend Heiko Meckler | 13         |            |            |  |  |        |        |        |
| NRW 19        | Rebekka Große Moritz Wiegand  | 1                               |         |                                 |            |            |            |  |  |        |        |        |

### Tabelle
| Platzierung | Platzierung            | Platzierung                        | Platzierung                       | Platzierung        |
| Platz       | Team-Nr.               | Team-Mitglieder                    | Verein(e)                         | Gemeinde           |
| ----------- | ---------------------- | ---------------------------------- | --------------------------------- | ------------------ |
| 1           | Niedersachsen 1        | Sascha vo Pleß / Jan Garner        | SV Odin Hannover                  | Hannover           |
| 2           | Baden-Württemberg 29   | David Bourdoux / Gerrit Halbach    | BC Sandhofen                      | Mannheim           |
| 3           | Baden-Württemberg 10   | Jean-Luc Testas / Daniel Härter    | BF Malsch                         | Malsch             |
| 3           | Hessen 10              | Jan-Peter Behrendt / Heiko Meckler | 1. PC Viernheim                   | Viernheim          |
| 5           | Saarland 05            | Dirk Hoppe / Andreas Ludwig        | PF Saarbrücken                    | Saarbrücken        |
| 5           | Baden-Württemberg 02   | Jannik Schaake / Detlev Krieger    | BC Sandhofen                      | Mannheim           |
| 5           | Baden-Württemberg 38   | Rudolf Raab / Marcel Raab          | BC Eisingen / BC Illingen         | Eisingen Illingen  |
| 5           | Nordrhein-Westfalen 19 | Rebekka Große / Moritz Wiegand     | Düsseldorf sur place / BC Krefeld | Düsseldorf Krefeld |

## DM Triplette 2008
Die Deutsche Meisterschaft im Triplette (2:2) fand am 14. und 15. Juni 2008 in Durmersheim (Baden-Württemberg) statt. Meister wurden Klaus Mohr und Jörg Born vom Bundesligisten BC Tromm sowie Matthias Uhl vom BC Rastatt.
Damit holte Altmeister Klaus Mohr seinen achten Deutschen Meistertitel und ist wieder alleiniger Rekordmeister. Mohr und Born vom Bundesligisten BC Tromm verteidigten zudem ihren Vorjahrestitel. Für Born ist es der dritte Deutsche Titel, Uhl (BC Rastatt) gewann seine erste Deutsche Meisterschaft.
Vizemeister wurden Alexander Streise, Hermann Streise und Shemsedin Berisha vom BV Ibbenbüren.

### Turnierplan
| Viertelfinale | Viertelfinale                                     | Viertelfinale                                       |         |                                                     | Halbfinale | Halbfinale | Halbfinale |  |  | Finale | Finale | Finale |
|               |                                                   |                                                     |         |                                                     |            |            |            |  |  |        |        |        |
| NRW 07        | Sebastian Bergob Rüdiger Kaiser Klaus Voelkel     | 13                                                  |         |                                                     |            |            |            |  |  |        |        |        |
| RhPf 02       | Michael Schording Hussein Assane Benjamin Lehmann | 6                                                   |         |                                                     |            |            |            |  |  |        |        |        |
| RhPf 02       | Michael Schording Hussein Assane Benjamin Lehmann | 6                                                   | NRW 07  | Sebastian Bergob Rüdiger Kaiser Klaus Voelkel       | 3          |            |            |  |  |        |        |        |
|               |                                                   |                                                     | NRW 07  | Sebastian Bergob Rüdiger Kaiser Klaus Voelkel       | 3          |            |            |  |  |        |        |        |
|               | NRW 04                                            | Hermann Streise Shemsedin Berisha Alexander Streise | 13      |                                                     |            |            |            |  |  |        |        |        |
| NRW 04        | NRW 04                                            | Hermann Streise Shemsedin Berisha Alexander Streise | 13      | Hermann Streise Shemsedin Berisha Alexander Streise | 13         |            |            |  |  |        |        |        |
| NRW 04        |                                                   |                                                     |         | Hermann Streise Shemsedin Berisha Alexander Streise | 13         |            |            |  |  |        |        |        |
| BaWÜ 16       | Muriel Hess Robert Fox Micha Abdul                | 5                                                   |         |                                                     |            |            |            |  |  |        |        |        |
| BaWÜ 16       | Muriel Hess Robert Fox Micha Abdul                | 5                                                   | NRW 04  | Hermann Streise Shemsedin Berisha Alexander Streise | 9          |            |            |  |  |        |        |        |
|               |                                                   |                                                     |         | Hermann Streise Shemsedin Berisha Alexander Streise | 9          |            |            |  |  |        |        |        |
|               | Hess 01                                           | Jörg Born Klaus Mohr Matthias Uhl                   | 13      |                                                     |            |            |            |  |  |        |        |        |
| BaWü 09       | Hess 01                                           | Jörg Born Klaus Mohr Matthias Uhl                   | 13      | David Bourdoux Gerrit Halbach Paul Abraham          | 6          |            |            |  |  |        |        |        |
| BaWü 09       |                                                   |                                                     |         | David Bourdoux Gerrit Halbach Paul Abraham          | 6          |            |            |  |  |        |        |        |
| Hess 06       | Lara Koch Sascha Koch Holger Madsen               | 13                                                  |         |                                                     |            |            |            |  |  |        |        |        |
| Hess 06       | Lara Koch Sascha Koch Holger Madsen               | 13                                                  | Hess 06 | Lara Koch Sascha Koch Holger Madsen                 | 5          |            |            |  |  |        |        |        |
|               |                                                   |                                                     | Hess 06 | Lara Koch Sascha Koch Holger Madsen                 | 5          |            |            |  |  |        |        |        |
|               | Hessen 10                                         | Jörg Born Klaus Mohr Matthias Uhl                   | 13      |                                                     |            |            |            |  |  |        |        |        |
| Nisa 04       | Hessen 10                                         | Jörg Born Klaus Mohr Matthias Uhl                   | 13      | Sascha von Pleß Jan Garner Marco Schumacher         | 6          |            |            |  |  |        |        |        |
| Nisa 04       |                                                   |                                                     |         | Sascha von Pleß Jan Garner Marco Schumacher         | 6          |            |            |  |  |        |        |        |
| Hessen 10     | Jörg Born Klaus Mohr Matthias Uhl                 | 13                                                  |         |                                                     |            |            |            |  |  |        |        |        |

### Tabelle
| Platzierung | Platzierung           | Platzierung                                         | Platzierung                          | Platzierung                   |
| Platz       | Team-Nr.              | Team-Mitglieder                                     | Verein(e)                            | Gemeinde                      |
| ----------- | --------------------- | --------------------------------------------------- | ------------------------------------ | ----------------------------- |
| 1           | Hessen 1              | Jörg Born Klaus Mohr Matthias Uhl                   | BC Tromm BC Rastatt                  | Grasellenbach Rastatt         |
| 2           | Nordrhein-Westfalen 4 | Hermann Streise Shemsedin Berisha Alexander Streise | BV Ibbenbüren                        | Ibbenbüren                    |
| 3           | Nordrhein-Westfalen 7 | Sebastian Bergob Rüdiger Kaiser Klaus Voelkel       | PC Ahlen                             | Ahlen                         |
| 3           | Hessen 7              | Lara Koch Sascha Koch Holger Madsen                 | 1. PC Viernheim BC Sandhofen         | Viernheim Mannheim            |
| 5           | Rheinland-Pfalz 02    | Michael Schording Hussein Assane Benjamin Lehmann   | 1. Lauterer BC BC Essingen           | Kaiserslautern Essingen       |
| 5           | Baden-Württemberg 16  | Muriel Hess Robert Fox Micha Abdul                  | PCB Horb BC Saarlouis BC Essingen    | Horb Essingen                 |
| 5           | Baden-Württemberg 09  | David Bourdoux Gerrit Halbach Paul Abraham          | BC Sandhofen BC Edingen-Neckarhausen | Mannheim Edingen-Neckarhausen |
| 5           | Niedersachsen 04      | Sascha von Pleß Jan Garner Marco Schumacher         | SV Odin Hannover                     | Hannover                      |

## DM Tête-à-tête 2008
Die Deutsche Meisterschaft im Tête-à-tête 2008 fand in Halle an der Saale statt. Jean-Luc Testas siegte hier und in der parallel stattfinden Disziplin Präzisionsschießen.

### Turnierplan
| Viertelfinale | Viertelfinale    | Viertelfinale   |         |                  | Halbfinale | Halbfinale | Halbfinale |  |  | Finale | Finale | Finale |
|               |                  |                 |         |                  |            |            |            |  |  |        |        |        |
| RhPf 02       | Benjamin Lehmann | 13              |         |                  |            |            |            |  |  |        |        |        |
| BaWü 11       | Johannes Hirte   | 4               |         |                  |            |            |            |  |  |        |        |        |
| BaWü 11       | Johannes Hirte   | 4               | RhPf 02 | Benjamin Lehmann | 7          |            |            |  |  |        |        |        |
|               |                  |                 | RhPf 02 | Benjamin Lehmann | 7          |            |            |  |  |        |        |        |
|               | BaWü 03          | Jannik Schaake  | 13      |                  |            |            |            |  |  |        |        |        |
| BaWü 03       | BaWü 03          | Jannik Schaake  | 13      | Jannik Schaake   | 13         |            |            |  |  |        |        |        |
| BaWü 03       |                  |                 |         | Jannik Schaake   | 13         |            |            |  |  |        |        |        |
| Berlin 01     | Lars Schirmer    | 9               |         |                  |            |            |            |  |  |        |        |        |
| Berlin 01     | Lars Schirmer    | 9               | BaWü 03 | Jannik Schaake   | 6          |            |            |  |  |        |        |        |
|               |                  |                 |         | Jannik Schaake   | 6          |            |            |  |  |        |        |        |
|               | BaWü 04          | Jean-Luc Testas | 13      |                  |            |            |            |  |  |        |        |        |
| BaWü 04       | BaWü 04          | Jean-Luc Testas | 13      | Jean-Luc Testas  | 13         |            |            |  |  |        |        |        |
| BaWü 04       |                  |                 |         | Jean-Luc Testas  | 13         |            |            |  |  |        |        |        |
| Saar 04       | Torsten Lay      | 2               |         |                  |            |            |            |  |  |        |        |        |
| Saar 04       | Torsten Lay      | 2               | BaWü 04 | Jean-Luc Testas  | 13         |            |            |  |  |        |        |        |
|               |                  |                 | BaWü 04 | Jean-Luc Testas  | 13         |            |            |  |  |        |        |        |
|               | BaWü 05          | Heiko Hahnemann | 8       |                  |            |            |            |  |  |        |        |        |
| BaWü 05       | BaWü 05          | Heiko Hahnemann | 8       | Heiko Hahnemann  | 13         |            |            |  |  |        |        |        |
| BaWü 05       |                  |                 |         | Heiko Hahnemann  | 13         |            |            |  |  |        |        |        |
| NRW 09        | Hannes Bloch     | 12              |         |                  |            |            |            |  |  |        |        |        |

### Tabelle
| Platzierung | Platzierung           | Platzierung      | Platzierung          | Platzierung      |
| Platz       | Team-Nr.              | Team-Mitglieder  | Verein(e)            | Gemeinde         |
| ----------- | --------------------- | ---------------- | -------------------- | ---------------- |
| 1           | Baden-Württemberg 4   | Jean-Luc Testas  | BF Malsch            | Malsch           |
| 2           | Baden-Württemberg 3   | Jannik Schaake   | BC Sandhofen         | Mannheim         |
| 3           | Rheinland-Pfalz 2     | Benjamin Lehmann | BC Essingen          | Essingen (Pfalz) |
| 3           | Baden-Württemberg 05  | Heiko Hahnemann  | BC Stuttgart         | Stuttgart        |
| 5           | Baden-Württemberg 11  | Johannes Hirte   | BC Stuttgart         | Stuttgart        |
| 5           | Berlin 01             | Lars Schirmer    | 1. BC Kreuzberg      | Berlin           |
| 5           | Saarland 04           | Torsten Lay      | BC Saarwellingen     | Saarwellingen    |
| 5           | Nordrhein-Westfalen 9 | Hannes Bloch     | Düsseldorf sur place | Düsseldorf       |

## DM Präzisionsschießen 2008
Die Deutsche Meisterschaft im Präzisionsschießen fand in Halle an der Saale statt. Deutscher Meister wurde Jean-Luc Testas, der auch die parallel stattfindende DM im Tête-à-tête gewann.

### Turnierplan
| Viertelfinale | Viertelfinale   | Viertelfinale    |         |                  | Halbfinale | Halbfinale | Halbfinale |  |  | Finale | Finale | Finale |
|               |                 |                  |         |                  |            |            |            |  |  |        |        |        |
| Bay 01        | Tita Vecile     | 25               |         |                  |            |            |            |  |  |        |        |        |
| Nord 01       | Frank Repenning | 13               |         |                  |            |            |            |  |  |        |        |        |
| Nord 01       | Frank Repenning | 13               | Bay 01  | Tita Vecile      | 24         |            |            |  |  |        |        |        |
|               |                 |                  | Bay 01  | Tita Vecile      | 24         |            |            |  |  |        |        |        |
|               | BaWü 01         | Philipp Geis     | 19      |                  |            |            |            |  |  |        |        |        |
| BaWü 01       | BaWü 01         | Philipp Geis     | 19      | Philipp Geis     | 24 (12)    |            |            |  |  |        |        |        |
| BaWü 01       |                 |                  |         | Philipp Geis     | 24 (12)    |            |            |  |  |        |        |        |
| RhPf 01       | Jan Wilding     | 24 (8)           |         |                  |            |            |            |  |  |        |        |        |
| RhPf 01       | Jan Wilding     | 24 (8)           | Bay 01  | Tita Vecile      | 24         |            |            |  |  |        |        |        |
|               |                 |                  |         | Tita Vecile      | 24         |            |            |  |  |        |        |        |
|               | BaWü 03         | Jean-Luc Testas  | 32      |                  |            |            |            |  |  |        |        |        |
| BaWü 04       | BaWü 03         | Jean-Luc Testas  | 32      | Jean-Luc Testas  | 42         |            |            |  |  |        |        |        |
| BaWü 04       |                 |                  |         | Jean-Luc Testas  | 42         |            |            |  |  |        |        |        |
| NRW 02        | Detlef Taubert  | 25               |         |                  |            |            |            |  |  |        |        |        |
| NRW 02        | Detlef Taubert  | 25               | BaWü 04 | Jean-Luc Testas  | 33         |            |            |  |  |        |        |        |
|               |                 |                  | BaWü 04 | Jean-Luc Testas  | 33         |            |            |  |  |        |        |        |
|               | NRW 01          | Soufiane Errichi | 28      |                  |            |            |            |  |  |        |        |        |
| NRW 01        | NRW 01          | Soufiane Errichi | 28      | Soufiane Errichi | 27         |            |            |  |  |        |        |        |
| NRW 01        |                 |                  |         | Soufiane Errichi | 27         |            |            |  |  |        |        |        |
| Bay 02        | Elek Kenyeres   | 20               |         |                  |            |            |            |  |  |        |        |        |

### Tabelle
| Platzierung | Platzierung            | Platzierung      | Platzierung              | Platzierung  |
| Platz       | Team-Nr.               | Team-Mitglieder  | Verein(e)                | Gemeinde     |
| ----------- | ---------------------- | ---------------- | ------------------------ | ------------ |
| 1           | Baden-Württemberg 3    | Jean-Luc Testas  | BF Malsch                | Malsch       |
| 2           | Bayern 1               | Tita Vecile      | FT Hof                   | Hof (Saale)  |
| 3           | Nordrhein-Westfalen 1  | Soufiane Errichi | BC Köln                  | Köln         |
| 3           | Baden-Württemberg 01   | Philipp Geis     | BC Sandhofen             | Mannheim     |
| 5           | Nord 1                 | Frank Repenning  | CdB Lübeck               | Lübeck       |
| 5           | Rheinland-Pfalz 01     | Jan Wilding      | BF Rockenhausen          | Rockenhausen |
| 5           | Nordrhein-Westfalen 02 | Detlef Taubert   | SV Duisburg-Wanheim      | Duisburg     |
| 5           | Bayern 029             | Elek Kenyeres    | Schweinfurter Kugelleger | Schweinfurt  |

## DM Doublette mixte 2008
Die Deutsche Meisterschaft Doublette Mixte fand in Bacharach statt. Sieger wurden Sandra Walls / Steven Hoffmann (TSG Lützelsachsen).

### Turnierplan
| Viertelfinale | Viertelfinale                    | Viertelfinale                |         |                                  | Halbfinale | Halbfinale | Halbfinale |  |  | Finale | Finale | Finale |
|               |                                  |                              |         |                                  |            |            |            |  |  |        |        |        |
| Nisa 01       | Daniela Thelen Jan Garner        | 2                            |         |                                  |            |            |            |  |  |        |        |        |
| Saar 05       | Sarah Schneider Benjamin Lehmann | 13                           |         |                                  |            |            |            |  |  |        |        |        |
| Saar 05       | Sarah Schneider Benjamin Lehmann | 13                           | Saar 05 | Sarah Schneider Benjamin Lehmann | 13         |            |            |  |  |        |        |        |
|               |                                  |                              | Saar 05 | Sarah Schneider Benjamin Lehmann | 13         |            |            |  |  |        |        |        |
|               | Saar 07                          | Tanja Löh Sascha Löh         | 1       |                                  |            |            |            |  |  |        |        |        |
| Saar 07       | Saar 07                          | Tanja Löh Sascha Löh         | 1       | Tanja Löh Sascha Löh             | 13         |            |            |  |  |        |        |        |
| Saar 07       |                                  |                              |         | Tanja Löh Sascha Löh             | 13         |            |            |  |  |        |        |        |
| BaWü 30       | Ellen Krieger Jörg Born          | 12                           |         |                                  |            |            |            |  |  |        |        |        |
| BaWü 30       | Ellen Krieger Jörg Born          | 12                           | Saar 05 | Sarah Schneider Benjamin Lehmann | 11         |            |            |  |  |        |        |        |
|               |                                  |                              |         | Sarah Schneider Benjamin Lehmann | 11         |            |            |  |  |        |        |        |
|               | BaWü 19                          | Sandra Walls Steven Hoffmann | 13      |                                  |            |            |            |  |  |        |        |        |
| BaWü 12       | BaWü 19                          | Sandra Walls Steven Hoffmann | 13      | Beate Hogh Armin Hogh            | 13         |            |            |  |  |        |        |        |
| BaWü 12       |                                  |                              |         | Beate Hogh Armin Hogh            | 13         |            |            |  |  |        |        |        |
| BaWü 15       | Johanna Brauch Daniel Härter     | 5                            |         |                                  |            |            |            |  |  |        |        |        |
| BaWü 15       | Johanna Brauch Daniel Härter     | 5                            | BaWü 12 | Beate Hogh Armin Hogh            | 7          |            |            |  |  |        |        |        |
|               |                                  |                              | BaWü 12 | Beate Hogh Armin Hogh            | 7          |            |            |  |  |        |        |        |
|               | BaWü 19                          | Sandra Walls Steven Hoffmann | 13      |                                  |            |            |            |  |  |        |        |        |
| RhPf 01       | BaWü 19                          | Sandra Walls Steven Hoffmann | 13      | Hussein Assane Elke Müller       | 3          |            |            |  |  |        |        |        |
| RhPf 01       |                                  |                              |         | Hussein Assane Elke Müller       | 3          |            |            |  |  |        |        |        |
| BaWü 19       | Sandra Walls Steven Hoffmann     | 13                           |         |                                  |            |            |            |  |  |        |        |        |

### Tabelle
| Platzierung | Platzierung          | Platzierung                      | Platzierung                      | Platzierung               |
| Platz       | Team-Nr.             | Team-Mitglieder                  | Verein(e)                        | Gemeinde                  |
| ----------- | -------------------- | -------------------------------- | -------------------------------- | ------------------------- |
| 1           | Baden-Württemberg 19 | Sandra Walls Steven Hoffmann     | TSG Lützelsachsen                | Lützelsachsen             |
| 2           | Saarland 5           | Sarah Schneider Benjamin Lehmann | BC Völklingen BC Essingen        | Völklingen Essingen       |
| 3           | Saarland 7           | Tanja Löh Sascha Löh             | Pf Saarbrücken                   | Saarbrücken               |
| 3           | Baden-Württemberg 12 | Beate Hogh Armin Hogh            | VfB Neuffen                      | Viernheim                 |
| 5           | Rheinland-Pfalz 1    | Elke Müller Hussein Assane       | 1. Lauterer BC TSG 04 Trippstadt | Kaiserslautern Trippstadt |
| 5           | Baden-Württemberg 15 | Johanna Brauch Daniel Härter     | BSC Sattelbach BF Malsch         | Sattelbach Malsch         |
| 5           | Baden-Württemberg 30 | 30 Ellen Krieger Jörg Born       | BC Sandhofen BC Tromm            | Mannheim Grasellenbach    |
| 5           | Niedersachsen 1      | Daniela Thelen Jan Garner        | CPI Essen SV Odin Hannover       | Essen Hannover            |

## DM 55+

### Turnierplan
| Viertelfinale | Viertelfinale                                | Viertelfinale                                |         |                                                           | Halbfinale | Halbfinale | Halbfinale |  |  | Finale | Finale | Finale |
|               |                                              |                                              |         |                                                           |            |            |            |  |  |        |        |        |
| BaWü 07       | Heinz Arndt Jeannot Cordon Alfred Wagner     | 7                                            |         |                                                           |            |            |            |  |  |        |        |        |
| NiSa 07       | Udo Bergner Herbert Kluge Paul Kesseler      | 13                                           |         |                                                           |            |            |            |  |  |        |        |        |
| NiSa 07       | Udo Bergner Herbert Kluge Paul Kesseler      | 13                                           | NiSa 07 | Udo Bergner Herbert Kluge Paul Kesseler                   | 7          |            |            |  |  |        |        |        |
|               |                                              |                                              | NiSa 07 | Udo Bergner Herbert Kluge Paul Kesseler                   | 7          |            |            |  |  |        |        |        |
|               | BaWü 01                                      | Detlev Krieger Mahmoud Tabrizi Rolando Jecle | 13      |                                                           |            |            |            |  |  |        |        |        |
| Bayern 01     | BaWü 01                                      | Detlev Krieger Mahmoud Tabrizi Rolando Jecle | 13      | Lore Vecile Tita Vecile Peter Sander                      | 3          |            |            |  |  |        |        |        |
| Bayern 01     |                                              |                                              |         | Lore Vecile Tita Vecile Peter Sander                      | 3          |            |            |  |  |        |        |        |
| BaWü 01       | Detlev Krieger Mahmoud Tabrizi Rolando Jecle | 13                                           |         |                                                           |            |            |            |  |  |        |        |        |
| BaWü 01       | Detlev Krieger Mahmoud Tabrizi Rolando Jecle | 13                                           | BaWü 01 | Detlev Krieger Mahmoud Tabrizi Rolando Jecle              | 13         |            |            |  |  |        |        |        |
|               |                                              |                                              |         | Detlev Krieger Mahmoud Tabrizi Rolando Jecle              | 13         |            |            |  |  |        |        |        |
|               | Hessen 01                                    | Günther Desch Reinhard Mielchen Khoi Le Van  | 8       |                                                           |            |            |            |  |  |        |        |        |
| BaWü 04       | Hessen 01                                    | Günther Desch Reinhard Mielchen Khoi Le Van  | 8       | Anita-Dolores Barthelemy Thomas Fritzsche Wolfgang Krämer | 13         |            |            |  |  |        |        |        |
| BaWü 04       |                                              |                                              |         | Anita-Dolores Barthelemy Thomas Fritzsche Wolfgang Krämer | 13         |            |            |  |  |        |        |        |
| BaWü 08       | Klaus Eschbach Klaus Mohr Joao Fernandes     | 4                                            |         |                                                           |            |            |            |  |  |        |        |        |
| BaWü 08       | Klaus Eschbach Klaus Mohr Joao Fernandes     | 4                                            | BaWü 04 | Anita-Dolores Barthelemy Thomas Fritzsche Wolfgang Krämer | 7          |            |            |  |  |        |        |        |
|               |                                              |                                              | BaWü 04 | Anita-Dolores Barthelemy Thomas Fritzsche Wolfgang Krämer | 7          |            |            |  |  |        |        |        |
|               | Hessen 01                                    | Günther Desch Reinhard Mielchen Khoi Le Van  | 13      |                                                           |            |            |            |  |  |        |        |        |
| NRW 08        | Hessen 01                                    | Günther Desch Reinhard Mielchen Khoi Le Van  | 13      | Anatolie Grabo Günter Grabo Wilhelm Kahmann               | 2          |            |            |  |  |        |        |        |
| NRW 08        |                                              |                                              |         | Anatolie Grabo Günter Grabo Wilhelm Kahmann               | 2          |            |            |  |  |        |        |        |
| Hessen 01     | Günther Desch Reinhard Mielchen Khoi Le Van  | 13                                           |         |                                                           |            |            |            |  |  |        |        |        |

### Tabelle
| Platzierung | Platzierung            | Platzierung                                               | Platzierung                                                      | Platzierung                         |
| Platz       | Team-Nr.               | Team-Mitglieder                                           | Verein(e)                                                        | Gemeinde                            |
| ----------- | ---------------------- | --------------------------------------------------------- | ---------------------------------------------------------------- | ----------------------------------- |
| 1           | Baden-Württemberg 6    | Detlev Krieger Mahmoud Tabrizi Rolando Jecle              | BC Sandhofen ZBB Weinheim BC Bornheim                            | Mannheim Weinheim Bornheim (Pfalz)  |
| 2           | Hessen 1               | Günther Desch Reinhard Mielchen Khoi Le Van               | 1. PC Gründau PSG Ehringshausen BC Tromm                         | Gründau Ehringshausen Grasellenbach |
| 3           | Niedersachsen 7        | Udo Bergner Herbert Kluge Paul Kesseler                   | Les Pétangueules Hannover PC Jadeboule Varel Jever Pétanque Club | Hannover Varel Jever                |
| 3           | Baden-Württemberg 04   | Anita-Dolores Barthelemy Thomas Fritzsche Wolfgang Krämer | TSG WH-Lützelsachsen 1. PC Gründau 1. BC Eggenstein              | Lützelsachsen Gründau Eggenstein    |
| 5           | Baden-Württemberg 7    | Heinz Arndt Jeannot Cordon Alfred Wagner                  | LFJ Tübingen                                                     | Tübingen                            |
| 5           | Bayern 01              | Lore Vecile Tita Vecile Peter Sander                      | FT Hof                                                           | Hof (Saale)                         |
| 5           | Baden-Württemberg 08   | Klaus Eschbach Klaus Mohr Joao Fernandes                  | BC Ettenheim BC Tromm Hamburger RC                               | Ettenheim Grasellenbach Hamburg     |
| 5           | Nordrhein-Westfalen 08 | Anatolie Grabo Günter Grabo Wilhelm Kahmann               | Homberger TV 1878                                                | Homberg (Duisburg)                  |

## DM Jugend

### Juniors
| Platzierung | Platzierung           | Platzierung                                          |
| Platz       | Team-Nr.              | Team-Mitglieder                                      |
| ----------- | --------------------- | ---------------------------------------------------- |
| 1           | Baden-Württemberg 1   | Martin Mahler, Niclas Zimmer, Frank Maurer           |
| 2           | Baden-Württemberg 2   | Marcel Raab, Pascal Keller, Daniel Schurr            |
| 3           | Nordrhein-Westfalen 2 | Sascha Müller, Jorgo Schmiler, Nico Downar           |
| 3           | Niedersachsen 2       | Filip Wätjen, Julian Thomßen, Moritz Wiegand         |
| 5           | Bayern 4              | Robin Hala, Markus Becher, Wolfgang Ditterich        |
| 5           | Baden-Württemberg 4   | Bastian Leitz, Tobias Kollmer, Simon Meier           |
| 5           | Baden-Württemberg 6   | Tobias Kirschner, Dominik Raab, Matthias Bausch      |
| 5           | Baden-Württemberg 3   | Natascha Denzinger, Caro Kläger, Sandra Krauspenhaar |

### Cadets
| Platzierung | Platzierung           | Platzierung                                          |
| Platz       | Team-Nr.              | Team-Mitglieder                                      |
| ----------- | --------------------- | ---------------------------------------------------- |
| 1           | Baden-Württemberg 1   | Annalena Szigeth, Tehina Anania, Oliver Leitzbach    |
| 2           | Nordrhein-Westfalen 1 | Christian Schneider, Justus Runo, Laura Zens         |
| 3           | Hessen 1              | Jasmin Gimbel, Malte Bonifer, Marie Baudis           |
| 3           | Bayern 2              | Michael Ditterich, Maximilian Borst, Jonas Möslein   |
| 5           | Baden-Württemberg 6   | Andre Wörgetter, Tobias Riedel, Judith Günther       |
| 5           | Baden-Württemberg 4   | Marie Kläger, Oliver Toader-Tirichita, Kevin Gustain |
| 5           | Baden-Württemberg 2   | Robin Fritzsche, Madeleine Böhm, Michael Mengel      |
| 5           | Baden-Württemberg 3   | Dennis Assel, Danny Schaal, Max Esswein              |

### Minimes
| Platzierung | Platzierung         | Platzierung                                           |
| Platz       | Team-Nr.            | Team-Mitglieder                                       |
| ----------- | ------------------- | ----------------------------------------------------- |
| 1           | Baden-Württemberg 2 | Caterina Szigeth, Marcello Vittadello, Marius Stöckle |
| 2           | Baden-Württemberg 3 | Jerome Reinert, Florian Fries, Joshua Pfaff           |
| 3           | Niedersachsen 1     | Lennart Maier, Fiedje Reiß, Ruben Seehausen           |
| 3           | Baden-Württemberg 1 | Sabine Royer, Luciano Testas, Ron Reinert             |

### Präzisionsschießen
| Platzierung | Platzierung         | Platzierung    | Platzierung                     | Platzierung                       |
| Platz       | Team-Nr.            | Name           | Höchste Punktzahl im Wettbewerb | Wann                              |
| ----------- | ------------------- | -------------- | ------------------------------- | --------------------------------- |
| 1           | Baden-Württemberg 1 | Niclas Zimmer  | 39                              | Finale                            |
| 2           | Niedersachsen 2     | Filip Wätjen   | 25                              | Vorrunde                          |
| 3           | Baden-Württemberg 2 | Marcel Raab    | 20                              | Vorrunde Viertelfinale Halbfinale |
| 3           | Bayern 3            | Matthias Mock  | 23                              | Vorrunde                          |
| 5           | Berlin 1            | Julian Thomßen | 26                              | Vorrunde                          |
| 5           | Baden-Württemberg 7 | Daniel Schurr  | 28                              | Vorrunde                          |
| 5           | Niedersachsen 1     | Mika Everding  | 30                              | Vorrunde                          |
| 5           | Bayern 2            | Benjamin Wied  | 30                              | Vorrunde                          |

## Länderpokal 2008
Beim Länderpokal 2008 in der Boulehalle des BC Rastatt traten neun der zehn Landesfachverbände an. Thüringen trat nicht an und wurde automatisch Zehnter.
Da neun Mannschaften antraten, wurde in zwei Gruppen gespielt (Näheres siehe Modus Länderpokal).

### Vorrunde
Die Ergebnisse und die Abschluss-Tabellen der Vorrunde:
| Spiele Gruppe A | Spiele Gruppe A   | Spiele Gruppe A | Sen1  | Sen2  | Damen | Espoirs | Jugend | Ges. |
| --------------- | ----------------- | --------------- | ----- | ----- | ----- | ------- | ------ | ---- |
| Runde 1         | Bayern            | Berlin          | 13:6  | 13:1  | 13:5  | 13:8    | 13:6   | 5:0  |
| Runde 1         | Hessen            | Saarland        | 4:13  | 13:9  | 13:9  | 13:2    | 13:12  | 4:1  |
| Runde 2         | Baden-Württemberg | Berlin          | 13:4  | 13:8  | 8:13  | 11:13   | 13:2   | 3:2  |
| Runde 2         | Bayern            | Saarland        | 13:3  | 13:10 | 13:5  | 13:11   | 4:13   | 4:1  |
| Runde 3         | Baden-Württemberg | Saarland        | 13:6  | 13:1  | 9:13  | 13:2    | 13:3   | 4:1  |
| Runde 3         | Hessen            | Bayern          | 2:13  | 7:13  | 3:13  | 13:7    | 13:11  | 2:3  |
| Runde 4         | Baden-Württemberg | Hessen          | 13:10 | 5:13  | 6:13  | 13:6    | 13:12  | 3:2  |
| Runde 4         | Saarland          | Berlin          | 13:3  | 3:13  | 13:5  | 1:13    | 13:3   | 3:2  |
| Runde 5         | Baden-Württemberg | Bayern          | 13:11 | 13:6  | 13:6  | 13:3    | 13:0   | 5:0  |
| Runde 5         | Hessen            | Berlin          | 13:4  | 9:13  | 13:0  | 6:13    | 5:13   | 2:3  |

| Tabelle Gruppe A | Tabelle Gruppe A  | Spiele | Siege | Punkte  |
| 1                | Baden-Württemberg | 4:0    | 15:5  | 234:144 |
| 2                | Bayern            | 3:1    | 12:8  | 201:171 |
| 3                | Hessen            | 1:3    | 10:10 | 194:195 |
| 4                | Berlin            | 1:3    | 7:13  | 148:212 |
| 5                | Saarland          | 1:3    | 6:14  | 155:210 |

| Spiele Gruppe B | Spiele Gruppe B     | Spiele Gruppe B | Sen1  | Sen2 | Damen | Espoirs | Jugend | Ges. |
| --------------- | ------------------- | --------------- | ----- | ---- | ----- | ------- | ------ | ---- |
| Runde 1         | Nord                | Rheinland-Pfalz | 7:13  | 3:13 | 13:12 | 5:13    | 6:13   | 1:4  |
| Runde 2         | Niedersachsen       | Rheinland-Pfalz | 8:13  | 13:5 | 13:4  | 13:12   | 11:13  | 3:2  |
| Runde 3         | Nordrhein-Westfalen | Rheinland-Pfalz | 13:6  | 7:13 | 5:13  | 12:13   | 13:7   | 2:3  |
| Runde 3         | Niedersachsen       | Nord            | 13:3  | 5:13 | 9:13  | 5:13    | 13:4   | 2:3  |
| Runde 4         | Nordrhein-Westfalen | Nord            | 13:11 | 0:13 | 13:10 | 13:2    | 13:3   | 4:11 |
| Runde 5         | Nordrhein-Westfalen | Niedersachsen   | 5:13  | 13:9 | 13:6  | 13:8    | 13:10  | 4:1  |

| Tabelle Gruppe B | Tabelle Gruppe B    | Spiele           | Siege            | Punkte           |
| 1                | Nordrhein-Westfalen | 3:1              | 15:5             | 224:137          |
| 2                | Rheinland-Pfalz     | 3:1              | 14:6             | 228:142          |
| 3                | Niedersachsen       | 2:2              | 11:9             | 214:150          |
| 4                | Nord                | 2:2              | 10:10            | 184;161          |
| 5                | (Thüringen)         | nicht angetreten | nicht angetreten | nicht angetreten |

### Halbfinale, Finale und Platzierungsspiele
|  | Halbfinale | Halbfinale          | Halbfinale          |    |                  | Finale           | Finale           |    | Spiel um Platz 5 | Spiel um Platz 5 | Spiel um Platz 5 |
|  |            |                     |                     |    |                  |                  |                  |    |                  |                  |                  |
|  | A1         | Baden-Württemberg   | 4                   |    |                  |                  |                  |    | A3               | Hessen           | 2                |
|  | B2         | Rheinland-Pfalz     | 1                   |    |                  |                  |                  |    | B3               | Niedersachsen    | 3                |
|  |            |                     |                     |    |                  |                  |                  |    |                  |                  |                  |
|  |            |                     |                     |    | Spiel um Platz 7 |                  |                  |    |                  |                  |                  |
|  |            |                     |                     |    |                  |                  |                  |    |                  |                  |                  |
|  |            | Baden-Württemberg   | 4                   |    | A4               | Berlin           | 2                |    |                  |                  |                  |
|  |            | Nordrhein-Westfalen | 1                   | B4 | Nord             | 3                |                  |    |                  |                  |                  |
|  |            |                     |                     |    |                  |                  |                  |    |                  |                  |                  |
|  |            | Spiel um Platz drei | Spiel um Platz drei |    | Spiel um Platz 9 | Spiel um Platz 9 | Spiel um Platz 9 |    |                  |                  |                  |
|  |            |                     |                     |    |                  |                  |                  |    |                  |                  |                  |
|  | B1         | Nordrhein-Westfalen | 4                   |    | Rheinland-Pfalz  | 3                |                  | B5 | Saar             |                  |                  |
|  | A2         | Bayern              | 1                   |    |                  | Bayern           | 2                | –  | (Thüringen)      |                  |                  |

Sieger wurde der Boule, Boccia und Pétanque Verband Baden-Württemberg vor dem Boule und Pétanque Verband Nordrhein-Westfalen sowie dem Pétanque Verband Rheinland-Pfalz.

## Jugendländermasters

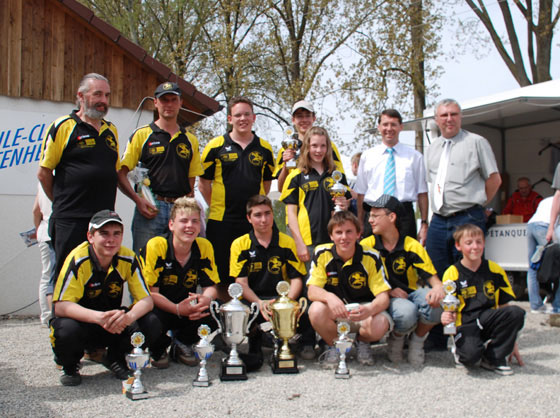
Baden-Württemberg siegt bei den Cadets und Junioren im Jugendländermasters 2008

Bei den Jugendländermasters traten 9 der 10 Landesfachverbände mit einem Juniorenteam, 7 mit Cadetteams an. Das bedeutete eine Rekordbeteiligung. In beiden Altersklassen trat jeweils ein Triplette pro Landesfachverband an. Es wurde mit Zeitbegrenzung gespielt.
In beiden Altersklassem gewann der Boule, Boccia und Pétanque Verband Baden-Württemberg.

### Junioren
Bei den Junioren (Jahrgänge 1993–91) spielte jeder Landesfachverband gegen alle andere Landesfachverbände. Das ergab folgende Endtabelle.
| Tabelle Junioren nach 9 Runden | Tabelle Junioren nach 9 Runden | Tabelle Junioren nach 9 Runden | Tabelle Junioren nach 9 Runden | Tabelle Junioren nach 9 Runden |
| Platz                          | Landesfachverband              | Siege                          | Punkte                         | Diff.                          |
| ------------------------------ | ------------------------------ | ------------------------------ | ------------------------------ | ------------------------------ |
| 1                              | Baden-Württemberg              | 7                              | 101:52                         | 49                             |
| 2                              | Berlin                         | 5                              | 83:71                          | 12                             |
| 3                              | Saarland                       | 5                              | 81:71                          | 10                             |
| 4                              | Niedersachsen                  | 5                              | 79:71                          | 8                              |
| 5                              | Hessen                         | 4                              | 74:75                          | −1                             |
| 6                              | Nordrhein-Westfalen            | 4                              | 77:85                          | −8                             |
| 7                              | Bayern                         | 3                              | 84:79                          | 5                              |
| 8                              | Rheinland-Pfalz                | 2                              | 58:91                          | −33                            |
| 9                              | Nord                           | 2                              | 58:91                          | −33                            |

### Cadets

#### Vorrunde
Bei den Cadets spielte zunächst ebenfalls jeder Landesfachverband gegen jeden anderen, danach die besten 4 Teams spielten den Titel mit Halbfinale und Finale aus. Außerdem fand ein Platzierungsspiel um Platz 5 statt.
| Tabelle Cadets nach 7 Runden | Tabelle Cadets nach 7 Runden | Tabelle Cadets nach 7 Runden | Tabelle Cadets nach 7 Runden | Tabelle Cadets nach 7 Runden |
| Platz                        | Landesfachverband            | Siege                        | Punkte                       | Diff.                        |
| ---------------------------- | ---------------------------- | ---------------------------- | ---------------------------- | ---------------------------- |
| 1                            | Bayern                       | 5                            | 74:34                        | 40                           |
| 2                            | Nordrhein-Westfalen          | 5                            | 58:50                        | 8                            |
| 3                            | Baden-Württemberg            | 4                            | 62:44                        | 18                           |
| 4                            | Niedersachsen                | 3                            | 55:53                        | 2                            |
| 5                            | Nord                         | 3                            | 59:60                        | −1                           |
| 6                            | Rheinland-Pfalz              | 1                            | 39:71                        | −31                          |
| 7                            | Hessen                       | 0                            | 42:78                        | −31                          |

#### Halbfinale, Finale, Platzierungsspiel
|  | Halbfinale | Halbfinale          | Halbfinale |  |  | Finale | Finale            | Finale |
|  |            |                     |            |  |  |        |                   |        |
|  |            |                     |            |  |  |        |                   |        |
|  |            | Bayern              | 11         |  |  |        |                   |        |
|  |            | Niedersachsen       | 9          |  |  |        |                   |        |
|  |            |                     |            |  |  | HF1    | Bayern            | 8      |
|  |            |                     |            |  |  | HF2    | Baden-Württemberg | 13     |
|  |            | Baden-Württemberg   | 13         |  |  |        |                   |        |
|  |            | Nordrhein-Westfalen | 4          |  |  |        |                   |        |
|  |            |                     |            |  |  |        |                   |        |

|  | Spiel um Platz 5 |    |
|  |                  |    |
|  |                  |    |
|  | Nord             | 3  |
|  | Rheinland-Pfalz  | 13 |

| Endtabelle Cadets | Endtabelle Cadets   |
| Platz             | Landesfachverband   |
| ----------------- | ------------------- |
| 1                 | Baden-Württemberg   |
| 2                 | Bayern              |
| 3                 | Niedersachsen       |
| 3                 | Nordrhein-Westfalen |
| 5                 | Rheinland-Pfalz     |
| 6                 | Nord                |
| 7                 | Hessen              |